# 首都圏ニュース845
『首都圏ニュース845』（しゅとけんニュース はちよんご）は、1996年4月1日から関東地方のNHK総合テレビジョンで放送されている『NHKニュース』のローカルニュース番組（地域情報番組）である。

## 概要
番組内容
18時から生放送されている『首都圏ネットワーク』の姉妹編であり、主に首都圏や関東地方の1日のニュース、季節の風物詩、気象情報が放送される。
NHK首都圏局が管轄する関東・甲信越のニュースであれば、放送エリアに含まれていない茨城・山梨・長野・新潟各県の情報でも随時扱っている。
なお、2012年9月18日よりリアルタイム字幕放送を実施している。『首都圏ネットワーク』とともにNHKの地域ニュース番組では初のリアルタイム字幕放送番組である。
2023年4月3日からは国際放送のNHKワールド・プレミアムでも同時放送を開始した。

## 放送時間
月曜日 - 金曜日 20:45 - 21:00（祝日を除く）
- 祝日及び年末年始は放送休止となり、「ニュース・気象情報（関東甲信越）」[4]を20:55 - 21:00に放送したあとに『ニュースウオッチ9』に接続する。
  - ただし、毎年12月31日は『NHK紅白歌合戦』放送により地方ブロック別のニュースが休止となるため、代替として全国ニュースの『NHKニュース』を20:55 - 21:00に放送している。

旧番組との関係、近隣のNHK放送局の番組との関係
2017年度まで、本番組の代わりに同時間帯に『ニュース845』という番組名で放送された。ただし本番組とは、放送エリアが関東・甲信越ブロックとなり、ニュースキャスターが異なるという違いがある。内容は前半10分が広域ニュース、後半5分は甲信越（新潟・長野・甲府）および水戸の各放送局は県内ニュース、それ以外は東京からのニュースとなっていたが、2015年度以降は各県別の放送が廃止され、後半5分枠も関東・甲信越ブロック放送に変更された。（#夜の首都圏ニュースの変遷の節も参照のこと）
2019年8月13日 - 16日、2020年8月11日 - 14日はお盆に伴う番組休止により、関東甲信越ブロックでの放送となったため、『ニュース845』として放送した。2019年は甲信越各局では20:55で飛び降りしたため、そのタイミングで季節の映像が入っていた。2020年は、甲信越各局枠が撤廃され、20:55以降も引き続きブロック放送されていた。
現在、茨城県向けには水戸放送局が『茨城ニュース845』を放送している。水戸局については、地上デジタル放送が開始された2004年10月1日より当該時間帯において県域ニュースの『茨城ニュース845』を開始した。ただしアナログ放送のみ2011年7月22日まで本番組を放送していた。また、2018年8月以降は主にお盆・年末最終週等には県域番組を休止し、本番組または『ニュース845』を臨時ネットするようになった。
2012年4月から栃木県と群馬県は関東広域圏から離脱。県域放送を開始したが、『首都圏ネットワーク』同様、完全な差し替えはせず、そのまま放送される。
視聴状況
ビデオリサーチによる視聴率調査においても高視聴率を記録し、ニュース番組の中でも視聴率が常に上位に入る状態が続く。中でも前番組が高視聴率番組な月曜日・火曜日・水曜日は視聴率が高い。しかし、2009年度になり、10%を割り込む日もある（木曜日・金曜日や民放が21時を跨ぐ特番を放送した時など）ものの、安定した視聴率を依然保ち続けている。
ネット同時配信
2020年3月2日からは、ネット常時同時配信のNHKプラスにて日本全国で視聴可能になった。同年3月25日に放送されたニュースでは、東京都知事（放送時点）の小池百合子が記者会見の際に新型コロナウイルス感染症に関して「国に対策について検討をお願いする」の発言が、「国に『緊急事態宣言』検討をお願いする」と発言とは異なる内容が放送とNHKプラスの同時配信で字幕表示された。なお、NHKプラスの見逃し配信では字幕表示を修正したうえで配信している。
2023年4月3日放送分からNHKワールド JAPANのホームページ上においても、同時配信を開始した。

## 2025年度の出演者

### アナウンサー（キャスター）
NHK放送センター所属のアナウンサーが、交代で出演している。
- NHK広報局が発表した「2025年度NHK新キャスター」[11]では、次の3人の名前が挙がっている。
  - 北野剛寛、後藤佑太郎、芳賀健太郎
    - 首都圏ネットワークのフィールドリポーターを兼務。

- この他、次のアナウンサーは、不定期で担当することがある。また地方の放送局に応援で派遣された際に、本番組と同時間帯の地域ニュース（『関西NEWS845』『お好み845』など）を担当することがある。
  - 安藤結衣
  - 一橋忠之
  - 佐々木芳史
  - 二宮直輝
  - 三平泰丈
  - 宮﨑あずさ
  - 田所拓也
  - 浅田春奈

### 気象情報
- 平井信行（気象予報士：2021年3月29日 - ）

## 歴代の出演者
| 期間 | 期間      | キャスター                                      | 気象情報                               |
| --- | --------- | ----------------------------------------------- | -------------------------------------- |
| 1996.4.1 | 1997.3.28 | 内多勝康1                                       | 田口晶彦2                              |
| 1997.3.31 | 1998.3.27 | 内多勝康1                                       | 高田斉2                                |
| 1998.3.30 | 1999.3.26 | 内多勝康1                                       | 田代大輔2                              |
| 1999.3.29 | 2003.3.28 | 内多勝康1                                       | 平井信行2・3                           |
| 2003.3.31 | 2004.3.26 | 真下貴1                                         | 岩田総司3                              |
| 2004.3.29 | 2006.3.10 | 真下貴1                                         | 平井信行3                              |
| 2006.3.13 | 2006.3.31 | 宮崎浩輔1                                       | 平井信行3                              |
| 2006.4.3 | 2007.3.30 | 宮崎浩輔1                                       | 高田斉4                                |
| 2007.4.2 | 2008.3.28 | 池田達郎1                                       | 高田斉4                                |
| 2008.3.31 | 2010.3.26 | 池田達郎1                                       | 佐藤公俊4                              |
| 2010.3.29 | 2011.4.15 | 池田達郎1                                       | 斉田季実治6                            |
| 2011.4.4 | 2013.3.29 | 守本奈実7 久保田祐佳7                           | 斉田季実治6                            |
| 2013.4.1 | 2014.3.28 | 守本奈実7 松村正代7                             | 斉田季実治6                            |
| 2014.3.31 | 2015.3.27 | 松村正代7 上條倫子7                             | 斉田季実治6                            |
| 2015.3.30 | 2016.4.1  | 松村正代7 桑子真帆7                             | 檜山靖洋3                              |
| 2016.4.4 | 2017.3.31 | 松村正代7 池田伸子7                             | 檜山靖洋3・8 関口奈美3・8              |
| 2017.4.3 | 2018.3.30 | 高井正智7                                       | 檜山靖洋3・8 関口奈美3・8              |
| 2018.4.2 | 2018.6.29 | 永井克典9 今井翔馬9 上原光紀9 高橋篤史9 栗原望9 | 関口奈美3・8 平井信行3・8              |
| 2018.7.2 | 2019.3.29 | 永井克典9 今井翔馬9 上原光紀9 高橋篤史9 栗原望9 | 平井信行3・8 菊池真以3・8 関口奈美3・8 |
| 2019.4.1 | 2020.3.27 | 上原光紀1・7                                    | 船木正人3・8 関口奈美3・8              |
| 2020.3.30 | 2021.3.26 | 上原光紀1・7                                    | 船木正人3・8 片山美紀3・8              |
| 2021.3.29 | 2023.3.31 | 上原光紀1・7                                    | 平井信行                               |
| 2023.4.3 |           | 不定                                            | 平井信行                               |
| - 1 『首都圏ネットワーク』を兼務（内多は2001年4月から、上原は2022年4月から）。 - 2 『NHKニュース11』を兼務（平井は2000年3月まで）。 - 3 『首都圏ネットワーク』を兼務（平井(第1期)は2000年4月から）。 - 4 『きょうのニュース&スポーツ』を兼務（高田は2007年4月から）。 - 5 東日本大震災による特別編成のため。 - 6 以下の番組を兼務。 - 午前0時の『NHKニュース』（2010年度） - 『NHKニュース24』（2011年度） - 『NEWS WEB 24』（2012年度） - 『NEWS WEB』（2013年度 - 2015年度） - 7 隔週交代で担当（2016年度まで）。以下の番組を兼務。 - 17:00の『NHKニュース』（2014年度まで） - 『NHKニュース7』サブキャスター（上原は2022年3月まで） - 8 隔週交代で担当。 - 9 毎日交代で担当。『ニュースウオッチ9』を兼務（永井はニュースリーダー、他はリポーター）。 |           |                                                 |                                        |

### 上記以外、担当期間外の出演者（祝日は除く）
- 山下俊文（1997年9月1日 - 12日）
- 岡野暁（1998年8月17日 - 21日、1999年5月24日 - 28日、2000年3月13日 - 17日）
- 伊藤雄彦（2000年8月7日 - 11日、9月18日 - 22日）
- 飯田紀久夫（2000年9月1日）
- 藤井克典（2002年2月12日 - 25日）
- 橋爪秀範（2002年8月19日 - 23日）
- 内多勝康（2003年8月18日 - 29日、10月7日、8日）
- 宮崎浩輔（2004年8月16日、19日、25日）
- 水谷彰宏（2005年8月17日 - 19日）
- 金子哲也（2006年8月11日）
- 小松宏司（2006年8月14日 - 18日）
- 塩屋紀克（2007年8月6日 - 10日、2015年10月7日、2016年3月11日、9月20日、2017年12月11日、2018年1月12日）
- 平野哲史（2007年8月13日 - 17日）
- 鈴木奈穂子（2008年7月28日 - 8月1日、6日）
- 上岡亮（2009年9月7日 - 11日、2010年2月22日 - 26日）
- 阿部悌（2009年9月24日、25日）
- 中尾晃一郎（2010年8月2日 - 6日）
- 三橋大樹（2010年8月9日 - 13日）
- 池田達郎（2011年8月11日、2012年6月19日）
- 佐藤龍文（2012年12月26日 - 28日、2013年12月25日 - 27日）
- 田中洋行（2014年12月16日 - 19日、2015年5月20日 - 22日）
- 佐藤誠太（2016年8月3日）
- 中澤輝（2016年8月15日）
- 石井かおる（2016年11月7日）
- 三上弥（2016年11月9日、2017年5月1日、10月10日、16日、18日、11月30日、2018年3月27日）
- 井上裕貴（2017年5月19日、6月20日、8月28日 - 9月8日、10月17日、2018年1月15日 - 19日、2022年11月10日、12月2日、9日、16日、23日、28日、2023年1月20日、27日、2月10日、17日、24日、3月10日、24日）
- 北野剛寛（2017年7月5日）
- 山本哲也（2017年10月19日、20日）
- 廣田直敬（2017年10月23日）
- 大沢幸広（2017年12月1日、2018年2月23日、7月20日）
- 原口雅臣（2017年12月13日、2018年3月8日、6月20日、7月10日、17日、11月15日、22日、12月4日、2019年1月31日、2月28日）
- 塩澤大輔（2018年3月14日、2019年1月30日、2月22日）
- 大槻隆行（2018年3月16日）
- 田所拓也（2018年5月23日、8月8日、10月19日、2020年1月8日、3月16日、23日）
- 鹿島綾乃（2018年7月4日、8月3日、10月23日、12月11日、12日、2019年2月1日、8日、8月22日、2020年5月1日、6月25日、7月9日、8月28日、9月14日、16日、11月4日 - 9日、2021年1月13日、3月11日、18日、6月24日）
- 飯島徹郎（2018年6月22日、29日、7月25日、8月24日、9月4日、5日、21日、10月5日、11月30日、2019年1月22日）
- 吉田浩（2018年7月19日、9月19日、25日、10月26日、12月21日、26日、2019年2月15日、19日、3月5日、6日、2020年7月6日）
- 漆原輝（2018年8月23日、30日）
- 小澤康喬（2018年8月27日）
- 金子峻（2018年9月12日）
- 深川仁志（2018年9月14日）
- 杉嶋亮作（2018年10月2日、9日）
- 吾妻謙（2018年10月29日）
- 八田知大（2018年12月19日）
- 片山智彦（2019年2月25日）
- 永井克典（2019年4月1日）
- 中山果奈（2019年7月4日、2021年2月1日、3日、8月10日、11日、11月15日）
- 池田伸子（2019年9月17日 - 27日、2020年8月17日 - 24日、26日、27日、8月31日 - 9月4日、2021年2月4日、5日、7月15日、19日 - 21日、11月4日、5日、8日）
- 芳川隆一（2019年10月17日）
- 林田理沙（2020年4月7日、16日、2021年8月12日、13日）
- 赤木野々花（2020年4月23日、24日、30日、5月13日、15日、20日、22日、2021年8月16日 - 23日、11月11日、12日、18日、19日）
- 後藤康之（2020年7月8日、8月25日）
- 近藤泰郎（2020年11月10日、2021年5月7日、7月6日、8日、9月9日、28日、2022年1月7日、3月2日、5月2日、20日、6月27日 - 7月1日、11日、8月22日、23日）
- 高井正智（2021年2月2日、9月16日、17日、10月14日）
- 原大策（2021年10月19日、2022年3月3日、7月4日 - 8日、9月16日、2023年2月3日、28日）
- 栗原望（2021年11月9日、10日）
- 川﨑理加（2021年11月16日）
- 星麻琴（2021年11月17日、2022年2月15日、16日）
- 村上由利子（2022年8月24日 - 26日）
- 浅野里香（2022年8月29日 - 9月1日）
- 上條倫子（2022年9月2日）
- 井田香菜子（2022年9月5日 - 7日、2023年1月4日 - 6日）
- 川口由梨香（2022年9月8日 - 15日）

### 祝日版「ニュース845」キャスター
- 関東・甲信越ブロック放送

2006年4月から2012年3月までは、18:45の首都圏ニュースを兼務
- 2004.04 - 2006.03　宮崎浩輔
- 2006.04 - 2012.03　山本哲也　ほか首都圏センター所属のアナウンサー
- 2012.04 - 2012.07　シフト勤務[注 7]

以降、『NHKニュース7』サブキャスター（森田のみ『ニュースウオッチ9』『ニュースチェック11（祝日は休止）』ニュースリーダー）を兼務。
- 2012.09 - 2014.03　佐藤龍文[注 8]
- 2014.04 - 2015.03　瀧川剛史[注 9]
- 2015.04 - 2016.03　中山庸介
- 2016.04 - 2017.03　森田洋平、橋本奈穂子、廣田直敬等が担当。
- 2017.04 - 2018.03　井上裕貴、三上弥、永井克典、寺門亜衣子等が担当。

以降、20:55 - 21:00までの関東・甲信越のニュースとして放送。
- 2018.04 - 2019.03 井上裕貴、永井克典等が担当。
- 2019.04 - 2022.03 青井実、池田伸子等が担当。
- 2022.04 -  シフト勤務[注 10]

## テーマ曲
- 1996年4月1日 - 2000年3月24日：アーマンド・フリードマン「News Flash」
- 2000年3月27日 - 2011年6月10日：
- 2011年6月13日 - 2016年4月1日：井筒昭雄「首都圏ニュース845オープニング」[17]
- 2016年4月4日 - 2020年3月27日：川田俊介「首都圏ニュース845 2016オープニングテーマ」[18]
- 2020年3月30日 - 2025年3月28日：鈴木ヤスヨシ[19] [注 11]
- 2025年3月31日 -

## その他
- テロップは祝日版も含めて『首都圏ネットワーク』と同じ物が使われている。52分頃に流れる各地の映像も、首都圏ネットワーク（最初の気象情報の前）で流れたものが使われることが多い。
- 稀に前番組の延長や特別編成・緊急ニュースなどで放送時間が変更された上で5分間または10分間の『首都圏ニュース』や『NHKニュース』として放送される場合がある。この場合、オープニングのCGは省略される。また、5分間の放送になる場合はキャスターによるニュース・気象情報のみになり、気象予報士は登場しない。主な具体例は以下の通り。
  - 2008年8月6日と7日は上記の番組名に差し替えた上で20:50から10分間放送した。これは直前まで『NHKスペシャル』を放送していたため。オープニングはなく、夏の高校野球の結果を伝えた後にそのまま気象情報用のセットに場面が変わり、佐藤公俊による気象情報が行われた（キャスターと気象予報士が共にいるパターンではなかった）。
  - 2010年6月4日は、民主党代表選挙ならびに新首相選出関連報道特番などの影響により20:58 - 21:00までの2分間、関東地方の気象情報としての放送となったが、この日は気象予報士の斉田季実治単独での出演ではなく、通常放送の気象情報と同じ形式での放送となり、当時キャスターだった池田達郎アナと斉田季実治気象予報士のやりとりで放送された。
  - 2011年7月29日は新潟・福島豪雨で『NHKニュース7』が延長したため22:00 - 22:15に一度編成されたが、その後の『ニュースウオッチ9』も延長したため、実際には22:10から5分間放送された。
  - 2012年8月7日にはオリンピック中継関連の影響で、『ニュースウオッチ9』が10分間前倒しとなり、20:45から5分間のみの『首都圏ニュース』として放送された。
  - 2012年8月8日は当初の予定では通常通り放送する予定だったが、民主自民公明3党による党首会談関連の特設ニュースを20:30ごろから『ニュースウオッチ9』の開始時刻まで放送した関係で放送が中止となり、急遽22:10 - 22:15までの5分間『首都圏ニュース』として放送された。[注 12]
  - 2012年12月26日は『NHKニュース7』の時間枠拡大に伴い、次番組の『2012スポーツハイライト つながる思いが、チカラに』が12分遅れたため、20:55から5分間のみの『首都圏ニュース』として放送された。
- NHKの各BSや海外向けNHKワールド・プレミアムでは通常は本番組は放送されていない（過去にNHKワールドTVを含めて放送された時期もある）。ただし、特別編成や特設ニュースがあった場合、編成上の都合で臨時に放送されることがある（この場合、ノンスクランブル放送も原則として実施するが、スクランブル配信の場合もある）。
  - 2001年9月12日にはアメリカ同時多発テロ関連ニュースに伴う特別編成[20][21][22]、2002年6月19日には2002 FIFAワールドカップの中継の特別編成[23]に伴いデジタル衛星ハイビジョンで特別放送されたことがある。
  - 2008年12月26日は海外向けテレビ番組配信のNHKワールド・プレミアムでも同時放送された（ノンスクランブル放送非実施）。また、2010年6月30日も21:00 - 21:15の時差放送ではあるが放送された（ノンスクランブル放送実施）。これは通常、国内と同時放送されている『ニュースウオッチ9』がFIFAワールドカップ関連を一部カットした22:00からの時差放送を行う関係から代替番組として放送された。2011年2月22日もニュージーランド地震関連のニュースに続き、20:50 - 21:00の『首都圏ニュース』も関東地方と同時に放送された（ノンスクランブル放送実施）。
  - 2011年3月11日に発生した東北地方太平洋沖地震（東日本大震災）に伴い、BS1が総合テレビと同時放送を行っていた関係で、3月21日（『ニュース845』）・22日 - 24日の放送はBS1、NHKワールド・プレミアム（スクランブル配信）でも放送された。
  - 2012年12月26日は先述のとおり『NHKニュース7』の時間枠拡大に伴い、次番組の『2012スポーツハイライト つながる思いが、チカラに』（NHKワールド・プレミアムは放送権上の制約のため別番組差し替え）が12分遅れの開始に伴う番組編成変更で、20:55から5分間の『首都圏ニュース』を特別に編成し、関東地方と同時に放送された（スクランブル配信）。
  - 一時期、「首都圏ニュース845　終」のCGテロップが出ていた時期があった。
  - 56分頃にシングル曲と共に映る生け花だが、2012年以降の祝日はお天気カメラにシングル曲とCGが流れるスタイルになった。
  - 2002年から52分頃に花の紹介や地域の文化を紹介する映像が流れるようになり、現在に至る。数年間は、花の紹介が中心だったが、2008年頃から地域の文化の紹介と花の紹介をするスタイルになった。
  - 2013年あたりから52分の映像は時々、お天気カメラの中継でテーマ曲のアレンジ版6秒（気象コーナー前と同様）か15秒版が流れるようになった。
- 当番組のオープニングテーマやCGは、多くの局で流用されている。特に2000年 - 2011年のバージョンは採用していた局が多い。
  - 「首都圏」のところをその局の地域名に変えたり、「845」の部分はそのままに地域名のところだけ独自のデザインのものを使う、といった流用が多くなされた。